# 鳥居元忠

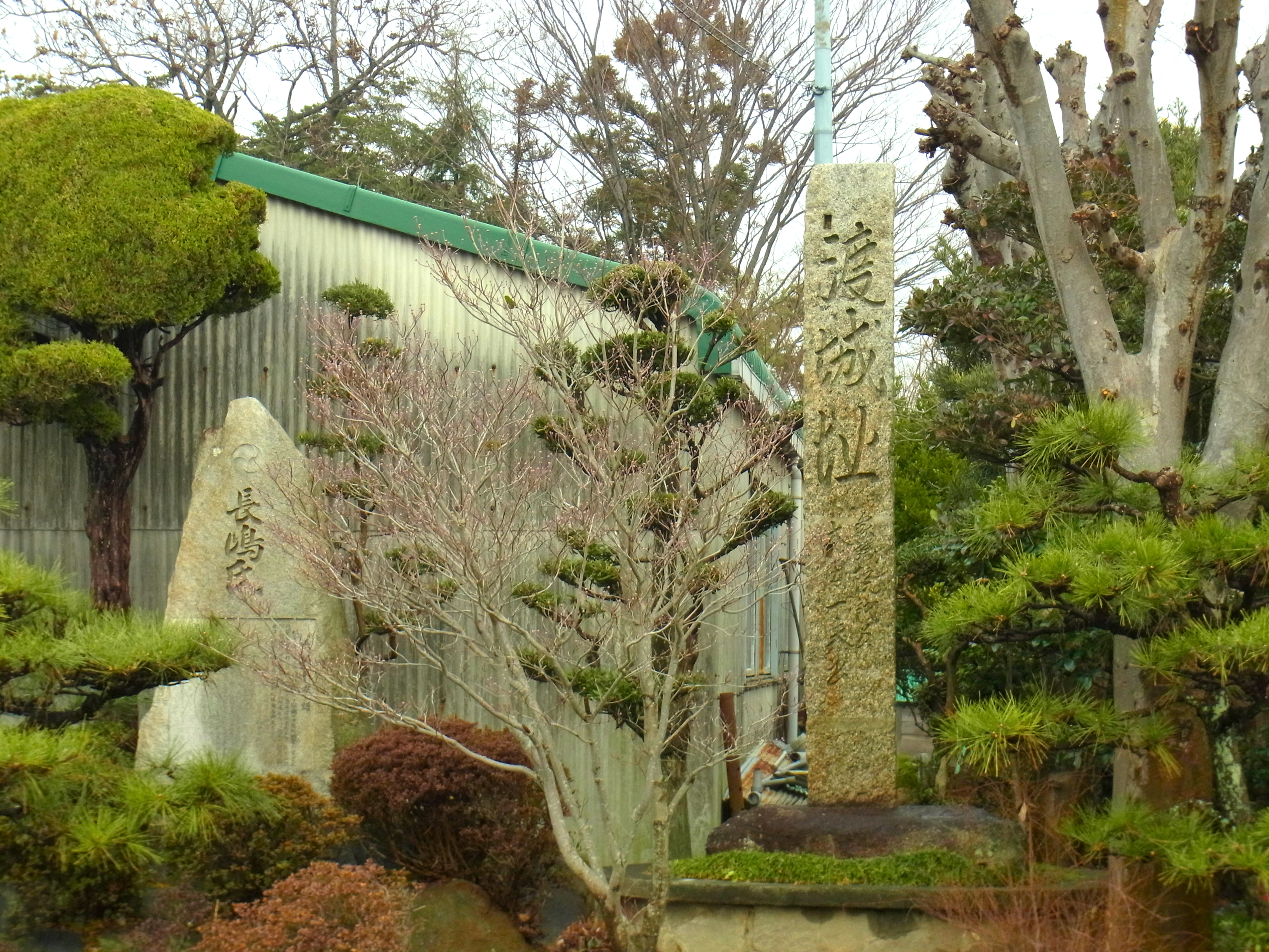
生誕地の渡城址（岡崎市渡町東浦）

鳥居 元忠（とりい もとただ）は、戦国時代から安土桃山時代にかけての武将。徳川氏の家臣。下総矢作藩（千葉県香取市矢作）の藩祖。

## 生涯
天文8年（1539年）、松平氏の家臣・鳥居忠吉の三男として三河国碧海郡渡郷（愛知県岡崎市渡町）に生まれる。
父は岡崎奉行などを務めた岡崎譜代で、元忠も徳川家康がまだ「松平竹千代」と呼ばれて今川氏の人質だった頃からの側近の一人で、天文20年（1551年）から近侍した。柴裕之は元忠が13歳（天文20年）から家康に仕えていたとする『寛政重修諸家譜』の記事が正確であることを前提として、弘治元年（1555年）に家康が14歳で元服して今川義元から偏諱を与えられて「松平元信」を名乗った際に3歳年上の元忠も同時に元服・偏諱授与の栄誉を受けたのではないかと推測している。家康の三河統一後、旗本先手役となり旗本部隊の将として戦う。長兄の忠宗は天文16年（1547年）の渡の戦いで戦死し、次兄の本翁意伯は出家していたため、元亀3年（1572年）に父が死去すると、家督を相続した。
永禄元年（1558年）の寺部城攻め、元亀元年（1570年）6月の姉川の戦い、元亀3年（1572年）12月の三方ヶ原の戦いに参加。諏訪原城合戦では斥候として敵陣に潜入し、敵に発見されて銃撃で足に傷を負い、以後は歩行に多少の障害を残したものの、天正3年（1575年）5月の長篠の戦いにおいては石川数正とともに馬防柵の設置を担当する。続いて、天正9年（1581年）の高天神城の戦いに参戦した。
天正10年（1582年）の天正壬午の乱では、家康の背後を襲おうとした北条氏忠・氏勝軍の別働隊10,000を甥の三宅康貞・水野勝成ら2,000の兵で撃退し北条勢約300を討ち取り（黒駒合戦）、戦後家康より甲斐国都留郡（山梨県都留市）を与えられ、初め岩殿城に入り、やがて谷村城主となる。この地域は武田氏統治時代においても小山田氏が独自の支配体制を確立していた上、北条氏との国境地域であったことから特に重臣である元忠が配置されたとみられる。なお、都留郡でも小山田氏の支配の及んでいなかった北部地域などは元忠の支配から除外され、徳川氏に従った甲斐国衆の支配下に置かれていたとみられている。元忠には朱印状を含めた印判状の発給が許されたり、家康直属の奉行人と言えども元忠本人の了承なしに領内の統治に関与できないなど、家康からは軍団長として一定の排他的自律性に基づく支配が認められていた。
天正13年（1585年）、上杉景勝へ通じた真田昌幸を討伐しようとした上田合戦では、大久保忠世・平岩親吉と共に兵7,000を率いて上田城を攻撃するものの大きな損害を受け、撃退される。
天正18年（1590年）の小田原征伐にも参加し、岩槻城攻めに参加した。戦後家康が関東に移封されると、下総国矢作城4万石を与えられる。元忠の配置は常陸国の佐竹氏や東北地方の諸大名の南下に対する備えであり、引き続き強い支配権限が与えられていたとみられ、その位置づけは元忠没後の鳥居氏の東北地方要地への移封につながったと考えられている。矢作城に入ったが、城の狭隘を理由に、岩ヶ崎へ新城を築き移り住む。岩ヶ崎城は佐原市岩ヶ崎字城山にあり、元忠は岩ヶ崎城を本格的に築城するため普請奉行を決め仕事に着手したが、完成をみずに廃城となった。
慶長4年（1599年）、検地を行う。矢作領84か村にわたる合計高約4万石で、一名「矢作縄」といわれ、それ以前より2倍半の増盛がなされた苛酷なものであった。
慶長5年（1600年）、家康が会津の上杉景勝の征伐を主張し、諸将を率いて出兵すると（会津征伐）、伏見城を預けられる。6月16日、家康は伏見城に宿泊して元忠と酒を酌み交わし「わしは手勢不足のため、伏見に残す人数は3000ばかり。そなたには苦労をかける」と述べると「そうは思いませぬ。天下の無事のためならば自分と松平近正両人で事足ります。将来殿が天下を取るには一人でも多くの家臣が必要でございます。もし変事があって大坂方の大軍が包囲した時は城に火をかけ討死するほかないから、人数を多くこの城に残すことは無駄であるため、一人でも多くの家臣を城からお連れ下さい」と答えた。家康はその言葉に喜び、深夜まで酒を酌んで別れたと伝わる。

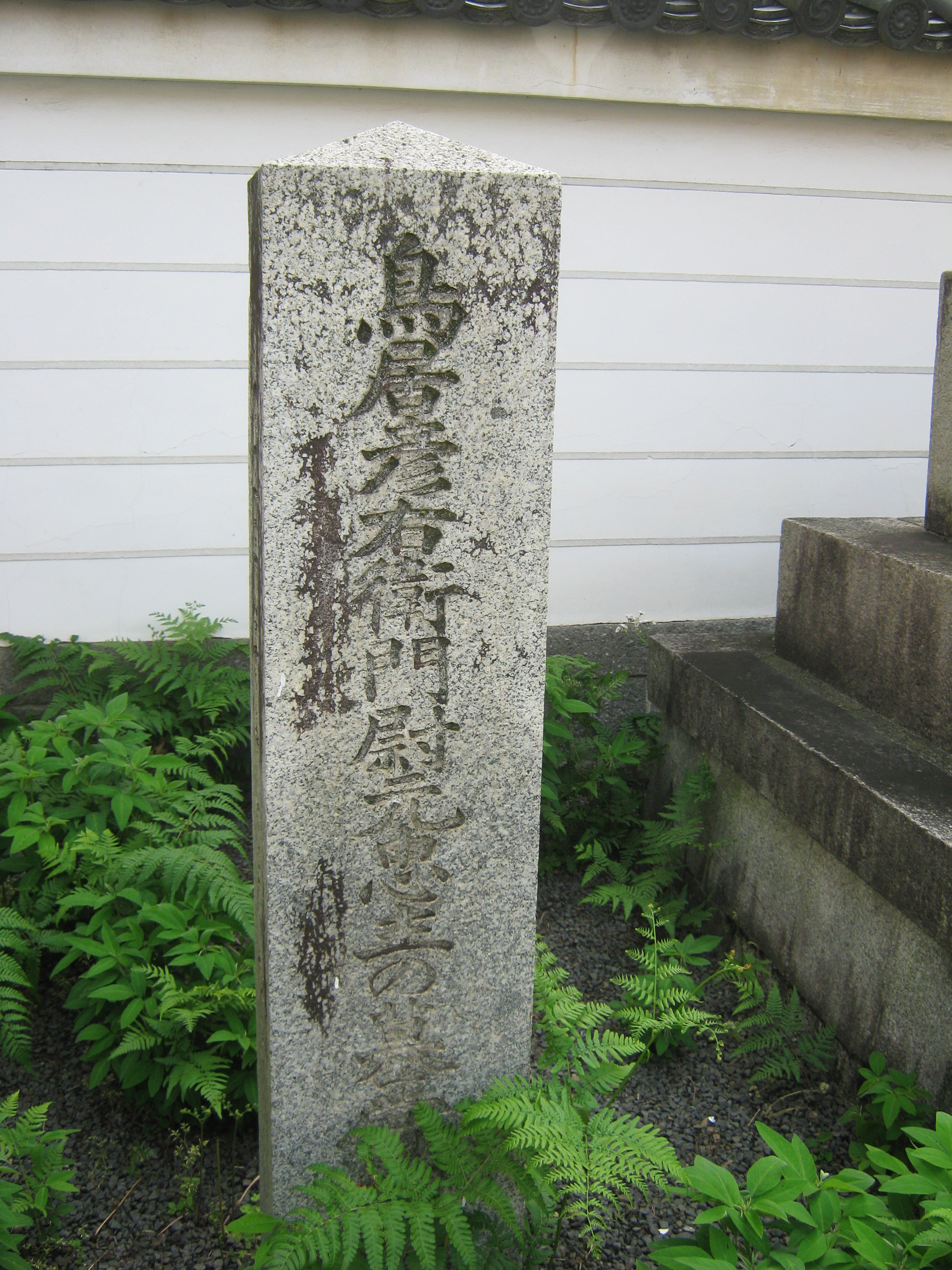
鳥居元忠の墓所の碑、京都市左京区知恩寺

家康らの出陣中に五奉行・石田三成らが家康に対して挙兵すると、伏見城は前哨戦の舞台となり、元忠は松平家忠・近正・内藤家長らと矢作等から徴発した1,800人の兵力で立て籠もる（伏見城の戦い）。元忠は最初から玉砕を覚悟で、三成が派遣した降伏勧告の使者を斬殺して遺体を送り返し、戦い続けた。13日間の攻防戦の末、8月1日、鈴木重朝と一騎討ちの末に討ち死にした。享年62。元忠の首級は京橋口に晒されたが、親交のあった京の商人佐野四郎右衛門が知恩院の内である長源院に葬ったといわれている。
その忠節は大久保忠教より「三河武士の鑑」と称された。
最期の地になった伏見城に残された血染め畳は元忠の忠義を賞賛した家康が江戸城の伏見櫓の階上におき、登城した大名たちの頭上に掲げられた。明治維新による江戸城明け渡しの後、その畳は明治新政府より壬生藩鳥居家に下げ渡され、壬生城内にあり元忠を祭神とする精忠神社の境内に「畳塚」を築いて埋納された。床板は「血天井」として京都市の養源院をはじめ宝泉院、正伝寺、源光庵、瑞雲院、宇治市の興聖寺に今も伝えられている。
元忠所用の「紺糸素縣縅二枚胴具足」は鈴木重朝が召し取ったものの、重朝は元忠の子の忠政に形見として送付しようと打診した。忠政は感激しながらも「名誉と共にご子孫に伝えてほしい」と丁重に断った。その後、近年に至るまで重朝の子孫に代々伝わっていたが、子孫が大阪城天守閣に展示されていた関ケ原合戦の絵巻を鑑賞した際、絵巻に描かれていた伏見城で重朝と元忠が一騎打ちをする場面をみて「元忠が纏う鎧の色彩や形が実物と違うのでは」と気づいた。調べたところ絵巻は後世に想像で描いたものである一方、胴具足は元忠の遺品の可能性がある、との結論に至った。
2004年に鈴木家から大阪城天守閣に寄贈された（なお兜は幕末期に新調されている）。
墓所は京都市左京区の百万遍知恩寺のほか、福島県いわき市平の長源寺。
家康は忠実な部下の死を悲しみ、嫡男・忠政は後に磐城平藩10万石を経て山形藩22万石の大名に昇格している。また元忠の孫にあたる忠恒と玄孫の忠則とが、江戸時代にそれぞれ不行跡として改易の憂き目にあった際、いずれも元忠の勲功が大きいとして減封による移封でいずれも断絶を免れた。

## 系譜
父母
- 鳥居忠吉（父）

正室
- 松平家広の娘

側室
- 馬場信春の娘[3]

子女
- 鳥居康忠、生母は正室
- 鳥居忠政（次男）生母は正室
- 鳥居成次（三男）生母は正室
- 鳥居忠勝、生母は側室
- 鳥居忠頼、生母は側室
- 鳥居忠昌、生母は側室
- 土岐定政室、生母は正室
- 真室御前 - 戸沢政盛室、生母は側室

## 関連作品
テレビドラマ
- 春の坂道（NHK大河ドラマ、1971年、演：黒川弥太郎）
- 国盗り物語（NHK大河ドラマ、1973年、演：丸山持久）
- 関ヶ原（TBS、1981年、演：芦田伸介）
- 徳川家康（NHK大河ドラマ、1983年、演：小山渚→草見潤平→川久保潔）
- 春日局（NHK大河ドラマ、1989年、演：滝田裕介）
- 葵 徳川三代（NHK大河ドラマ、2000年、演：笹野高史）
- 徳川家康と三人の女（テレビ朝日、2008年、演：峰蘭太郎）
- 寧々〜おんな太閤記（テレビ東京、2009年、演：谷口高史）
- 真田丸（NHK大河ドラマ、2016年、演：大堀こういち）
- どうする家康（NHK大河ドラマ、2023年、演：音尾琢真）

小説
- 志津三郎「鳥居元忠」（1996年、成美堂出版）
- 仁志耕一郎「不死身の月」（2015年、講談社 『家康の遺言』に収録）
- 火坂雅志「ワタリ」（2015年、文藝春秋『常在戦場』に収録）